# Mauro Cejas
Mauro Emiliano Cejas (Adrogué, 24 agosto 1985) è un ex calciatore argentino, di ruolo centrocampista.

## Palmarès
- Copa México: 1

Santos Laguna: 2014-2015